# Stefania Belmondo
Stefania Belmondo (Vinadio, 13 de enero de 1969) es una deportista italiana que compitió en esquí de fondo, bicampeona olímpica y cuatro veces campeona mundial. Es una de las esquiadoras de fondo más exitosas, con diez medallas en los Juegos Olímpicos, trece en el Campeonato Mundial de Esquí Nórdico y 23 victorias en la Copa del Mundo.
Participó en cinco Juegos Olímpicos de Invierno, entre los años 1988 y 2002, obteniendo en total diez medallas: tres en Albertville 1992, oro en 30 km, plata en 10 km persecución y bronce en el relevo (junto con Bice Vanzetta, Manuela Di Centa y Gabriella Paruzzi); dos de bronce en Lillehammer 1994, en 10 km persecución y en el relevo (con Bice Vanzetta, Manuela Di Centa y Gabriella Paruzzi); dos en Nagano 1998, plata en 30 km y bronce en el relevo (con Karin Moroder, Gabriella Paruzzi y Manuela Di Centa), y tres en Salt Lake City 2002, oro en 15 km, plata en 30 km y bronce en 10 km.
Ganó trece medallas en el Campeonato Mundial de Esquí Nórdico entre los años 1991 y 2001.

## Trayectoria deportiva
Hizo su debut en 1988, en la Copa del Mundo. Participó por primera vez en los Juegos Olímpicos de Invierno en Calgary 1988. En 1989 obtuvo su primera victoria en la Copa del Mundo, en Salt Lake City.
En el Campeonato Mundial de Esquí Nórdico de 1991 ganó una medalla de bronce en la prueba de 15 km y una de plata en el relevo 4×5 km. Al año siguiente se coronó campeona olímpica en la prueba de 30 km de Albertville 1992. En el Campeonato Mundial de 1993 venció en las pruebas de 15 km persecución y 30 km. Luego de dos operaciones, participó en los Juegos Olímpicos de Lillehammer 1994. Sin embargo, tuvo una baja participación debido a su lesión, consiguiendo solamente dos medallas de bronce. En el Campeonato Mundial de 1997 ganó cuatro medallas de plata. En los Juegos Olímpicos de Nagano 1998 obtuvo el tercer lugar en el relevo y el segundo lugar en los 30 km. Al año siguiente, se hizo con el primer puesto en la clasificación general de la Copa del Mundo.
En los Juegos Olímpicos de Salt Lake City 2002 ganó su última medalla dorada y una de plata, y al final de esa temporada se retiró de la competición. Belmondo fue una de las embajadoras de los Juegos Olímpicos de Turín 2006 y fue la encargada de encender la llama olímpica durante la Ceremonia de Apertura.

## Palmarés internacional
| Juegos Olímpicos   | Juegos Olímpicos                | Juegos Olímpicos  | Juegos Olímpicos          |
| Año                | Lugar                           | Medalla           | Prueba                    |
| ------------------ | ------------------------------- | ----------------- | ------------------------- |
| 1992               | Albertville (Francia)           | Medalla de oro    | 30 km                     |
| 1992               | Albertville (Francia)           | Medalla de plata  | 10 km persecución         |
| 1992               | Albertville (Francia)           | Medalla de bronce | Relevo 4 × 5 km           |
| 1994               | Lillehammer (Noruega)           | Medalla de bronce | 10 km persecución         |
| 1994               | Lillehammer (Noruega)           | Medalla de bronce | Relevo 4 × 5 km           |
| 1998               | Nagano (Japón)                  | Medalla de plata  | 30 km                     |
| 1998               | Nagano (Japón)                  | Medalla de bronce | Relevo 4 × 5 km           |
| 2002               | Salt Lake City (Estados Unidos) | Medalla de oro    | 15 km                     |
| 2002               | Salt Lake City (Estados Unidos) | Medalla de plata  | 30 km                     |
| 2002               | Salt Lake City (Estados Unidos) | Medalla de bronce | 10 km                     |
| Campeonato Mundial |                                 |                   |                           |
| Año                | Lugar                           | Medalla           | Prueba                    |
| 1991               | Val di Fiemme (Italia)          | Medalla de plata  | Relevo 4 × 5 km           |
| 1991               | Val di Fiemme (Italia)          | Medalla de bronce | 15 km                     |
| 1993               | Falun (Suecia)                  | Medalla de oro    | 7,5 km+7,5 km persecución |
| 1993               | Falun (Suecia)                  | Medalla de oro    | 30 km                     |
| 1993               | Falun (Suecia)                  | Medalla de plata  | Relevo 4 × 5 km           |
| 1997               | Trondheim (Noruega)             | Medalla de plata  | 5 km                      |
| 1997               | Trondheim (Noruega)             | Medalla de plata  | 7,5 km+7,5 km persecución |
| 1997               | Trondheim (Noruega)             | Medalla de plata  | 15 km                     |
| 1997               | Trondheim (Noruega)             | Medalla de plata  | 30 km                     |
| 1999               | Ramsau (Austria)                | Medalla de oro    | 7,5 km+7,5 km persecución |
| 1999               | Ramsau (Austria)                | Medalla de oro    | 15 km                     |
| 1999               | Ramsau (Austria)                | Medalla de plata  | Relevo 4 × 5 km           |
| 2001               | Lahti (Finlandia)               | Medalla de bronce | Relevo 4 × 5 km           |